# Berislav Rončević
Berislav Rončević (ur. 23 czerwca 1960 w Boroviku) – chorwacki polityk, prawnik i samorządowiec, deputowany, minister obrony (2003–2008), minister spraw wewnętrznych (2008).

## Życiorys
Ukończył szkołę średnią w miejscowości Našice (1979), a w 1985 studia na wydziale prawa Uniwersytetu w Zagrzebiu. Pracował w administracji lasów państwowych, od 1995 jako zastępca kierownika w oddziale regionalnym. W 1990 dołączył do Chorwackiej Wspólnoty Demokratycznej (HDZ). W latach 1998–2001 był zastępcą burmistrza miejscowości Našice, w 2003 pełnił funkcję burmistrza. W 2000 krótko wykonywał mandat posła do Zgromadzenia Chorwackiego. Ponownie w skład chorwackiego parlamentu wchodził w trakcie VI kadencji.
Był członkiem dwóch rządów, którymi kierował Ivo Sanader. Od grudnia 2003 do stycznia 2008 sprawował urząd ministra obrony, następnie do października 2008 zajmował stanowisko ministra spraw wewnętrznych.
Był oskarżony o nadużycia przy zakupie wojskowych ciężarówek, po długotrwałym procesie w 2014 został w tej sprawie uniewinniony.
Po odejściu z polityki praktykował jako prawnik, był radcą prawnym w Chorwackiej Izby Handlowej. W 2021 powołany w skład zarządu przedsiębiorstwa państwowego Pleter-Usluge.